# Mariana de Pineda Muñoz

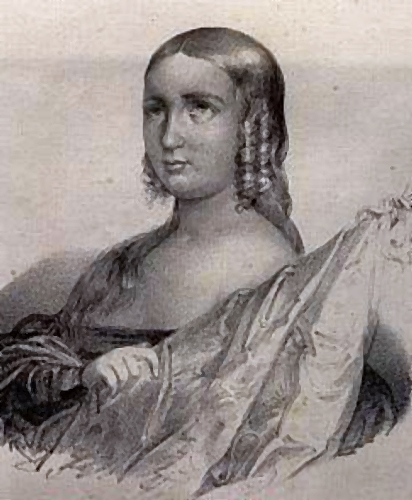
Mariana de Pineda

Mariana de Pineda Muñoz (* 1. September 1804 in Granada; † 26. Mai 1831 ebenda) war eine spanische Heldin des Liberalismus.

## Leben und Wirken
Mariana de Pineda Muñoz wurde als uneheliche Tochter von Maria de los Dolores Muñoz y Bueno und Mariano de Pineda y Ramírez, einem Adligen, 1804 in Granada geboren.
Sie heiratete im Oktober 1819 im Alter von 15 Jahren den liberalen und elf Jahre älteren Armeeoffizier Manuel Peralta y Valle. 1822 war sie mit zwei Kindern schon verwitwet. Der Einfluss ihres Mannes blieb aber bestehen, und sie widmete sich dem Kampf für die Freiheit. Unter Fernando VII. stand sie unter ständiger staatlicher Kontrolle. Nachdem ein Versuch scheiterte, ein konstitutionelles System einzuführen, wurde Mariana de Pineda beim Sticken einer Flagge für die Aufständischen überrascht. Sie wurde verhaftet und zum Tode verurteilt, das Urteil wurde mit der Garotte vollstreckt. Sie verriet bei den Verhören keinen ihrer Komplizen.
Zuerst auf einem der Hinrichtungsstätte nahen Friedhof begraben, wurden ihre Überreste im Jahr 1856 in die Krypta der Kathedrale von Granada überführt.
Heute befindet sich am Ort ihrer Hinrichtungsstätte, der Plaza de la Libertad, ein Denkmal für Mariana Pineda, deren Namen auch ein zentraler Platz in Granada trägt.
Ihre Geschichte diente Federico García Lorca als Vorlage für sein 1927 uraufgeführtes Stück Mariana Pineda. Der 26. Mai wird in Granada zu ihren Ehren als Gedenktag begangen.